# Rivière Lemoine
Rivière Lemoine är ett vattendrag i Kanada.   Det ligger i provinsen Québec, i den sydöstra delen av landet, 210 km öster om huvudstaden Ottawa.
Trakten runt Rivière Lemoine består till största delen av jordbruksmark. Runt Rivière Lemoine är det glesbefolkat, med 10 invånare per kvadratkilometer.